# Rhyacophila atomaria
Rhyacophila atomaria är en nattsländeart som beskrevs av Navás 1936. Rhyacophila atomaria ingår i släktet Rhyacophila och familjen rovnattsländor. Inga underarter finns listade i Catalogue of Life.